# Ger Dorant
Ger Dorant (Gerrit August Dorant, Heerlen, 14 november 1917 – Laren NH, 19 januari 2009) was een Nederlands kunstenaar, ontwerper en reclamevakman.

## Pätz Reclame Studio
Na een opleiding tot smid aan de ambachtsschool werd Ger Dorant op 15-jarige leeftijd aangenomen op de tekenafdeling bij Wilm Pätz Reclame Studio, opgericht in 1923 in Amsterdam. Hier leerde hij het vak van reclametekenen. In de avonduren volgde hij teken- en schilderlessen aan de Rijksacademie voor Beeldende Kunst in Amsterdam. Bij Pätz Reclame Studio groeide hij uit tot een veelzijdig tekenaar, ontwerper en inspirator. Na het overlijden van oprichter en directeur Wilm Pätz in 1946, nam hij, samen met Jan Makkes en de weduwe van Wilm Pätz Lisa Pätz-Dreyer, de leiding van Pätz Reclame Studio op zich.
Al in de vroege  jaren dertig verschenen er ontwerpen voor advertenties van zijn hand, onder andere voor Persil en Philips. Ook werd in de late jaren '30 drukkerij en spellenfabrikant Smeets en Schippers vestiging Amsterdam een grote opdrachtgever. Voor hen ontwierp hij onder andere de eerste Nederlandse versie van het Monopolyspel, maar ook bidprentjes, ansichtkaarten en boekillustraties. In 1943 werd o.a. het prentenboek 'De wijde wereld in' uitgegeven. Toen eind jaren veertig de markt voor reclame weer aantrok, ontwierp hij voor Henkel de rijdende Persilschool, de ‘Persil wonderwagen’, die vanaf augustus 1949 door het gehele land reed om huisvrouwen de nieuwste wastechnieken te tonen. In 1948 vervaardigde hij in het kader van de Olympische Spelen in Londen, een serie etalagekartons voor Philips Radio. In 1950 ontwierp en bouwde hij voor Persil de openingsstand op de eerste Huishoudbeurs, georganiseerd in de Houtrusthallen in Den Haag.
Belangrijke klanten tot medio jaren zeventig waren onder andere Henkel (met merken Persil, Ata, Henco), Kanis & Gunnink, Erdal, AKU, Philips, gemeente Amsterdam, Shell, Diana tassen, omroepvereniging AVRO, Hoogenbosch schoenen, Ilford films, Rollei, Leifheit, Beiersdorf, Ebel Zwitserse horloges, Haagtechno (met o.a. Indola Electric en Kalorik), en Van Vliet en Wielinga tuincentrum Amsterdam. Voor de Heinekenbrouwerij ontwierp hij onder andere een bekend affiche (Heineken Collection Foundation: Stars of the collection) en een nieuwe bierpomp. Pätz Reclame Studio verzorgde op contractbasis ook reclamecampagnes voor collega reclamebureaus.
Voor de Firma Jan Luhlf verzorgde hij ontwerpen voor onder andere Heineken, grote evenementen (o.a. NU’61 Breda, Mokum 700), en de Operettevereniging Amsterdam.
Ger Dorant werd als directeur/artdirector bij Pätz Reclame Studio in 1948 lid van de Club van 40 van het Genootschap voor Reclame.

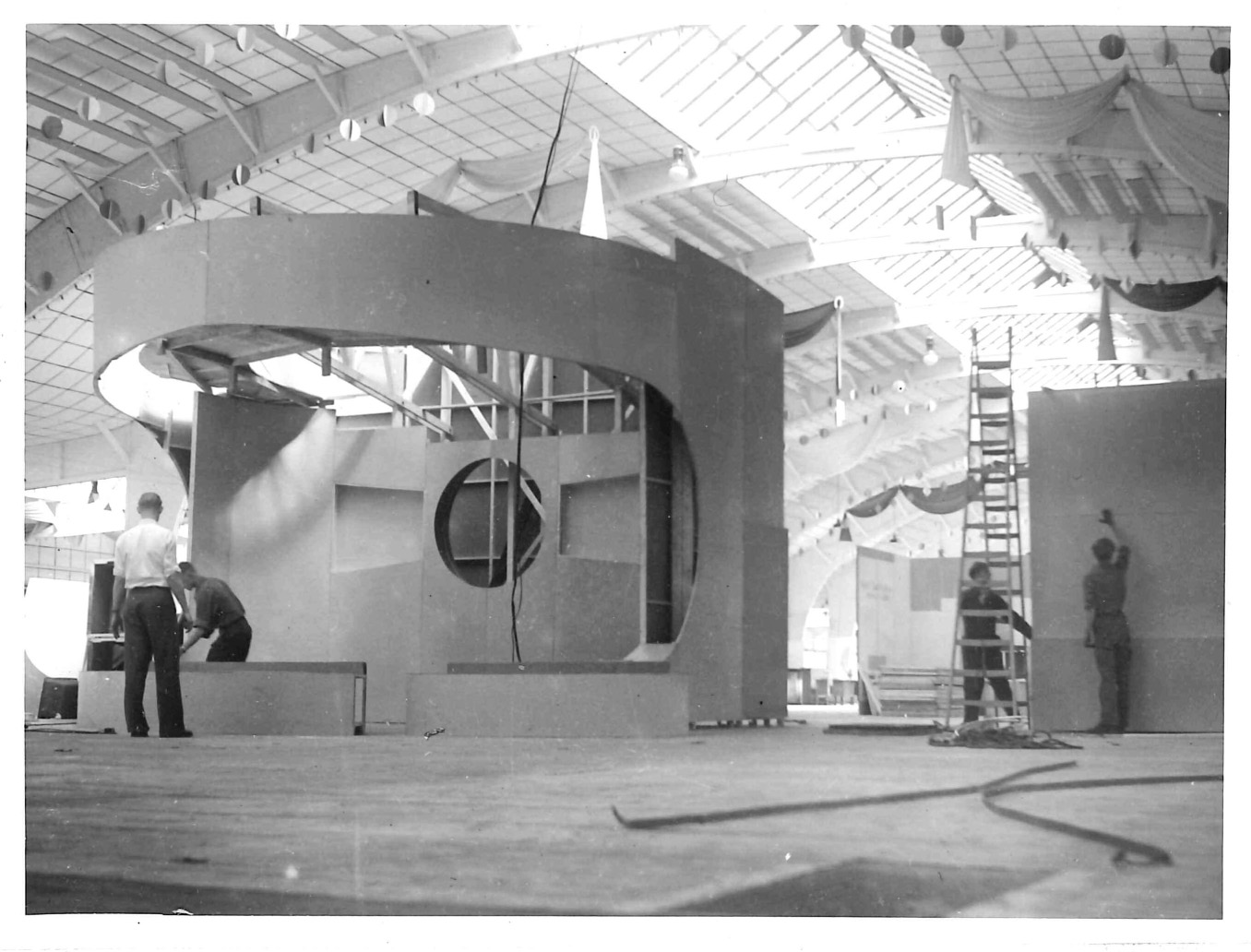
Bouw Persil stand op de Huishoudbeurs 1950
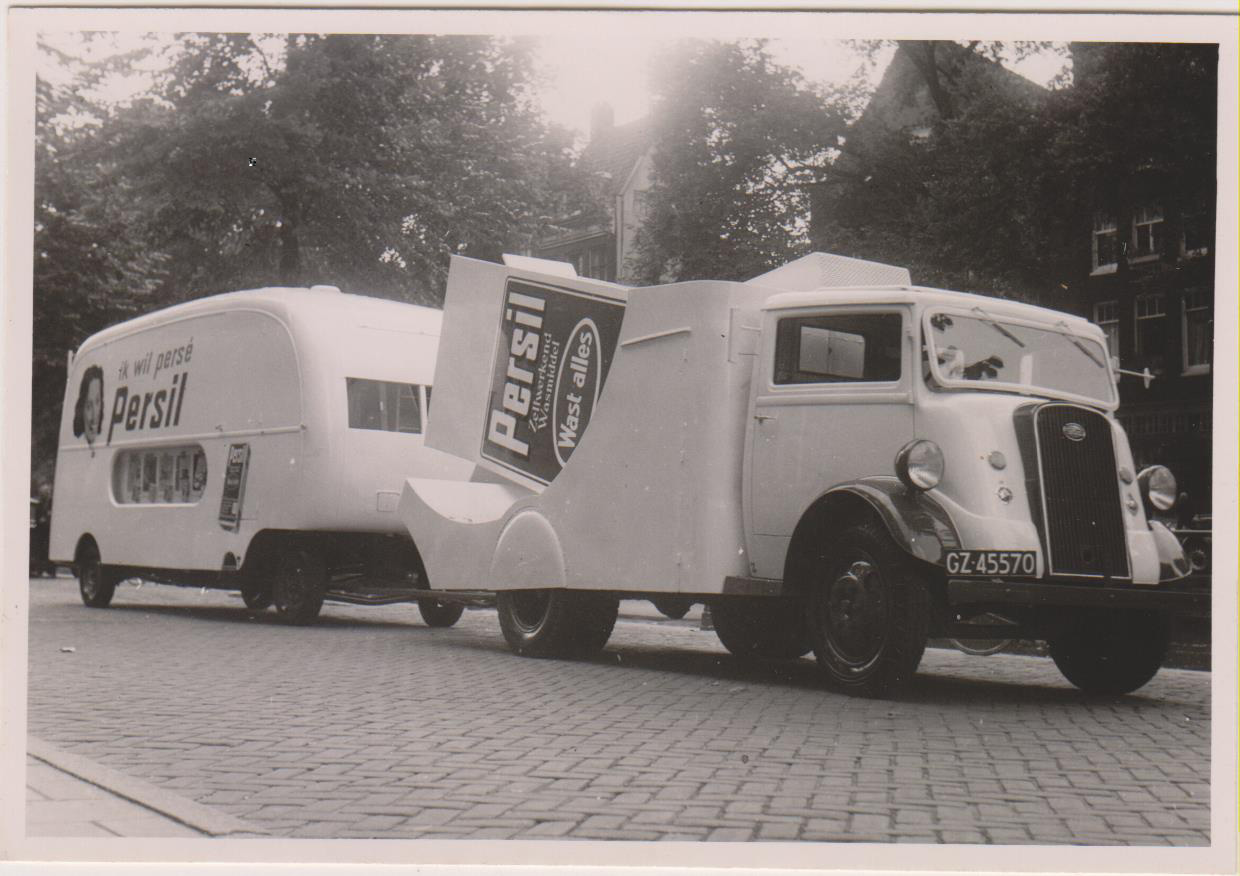
Persil wonderwagen 1950

## Design & Selling
In 1974 startte hij een eigen ontwerpstudio, Design & Selling, in zijn woonplaats Laren NH. Vanaf dat moment noemde hij zich kreatief adviseur en legde zich vooral toe op totaalontwerp van tentoonstellingsbeurzen. Klanten waren onder andere Haagtechno, RAI beursgebouw Amsterdam, Huishoudbeurs Amsterdam, provincie Zeeland, Nationaal Bureau voor Toerisme, Profoto. In 1977 ontwierp hij de nieuwe bierwagen voor Heineken BV.
Voor zijn ontwerpen voor het Japanse Matsushita Electric Industrial Co., Ltd (Panasonic Corporation) werd hij met een aantal prijzen onderscheiden, waaronder twee maal een 'Gold Award' voor stands voor Panasonic op de Firato in de RAI Amsterdam (1978,1983). In de jaren negentig vervulde hij namens RAI Amsterdam een rol in de ontwikkeling van het nieuwe beurscomplex MECC in Maastricht, waar hij themabeurzen voor onder andere toerisme en bouw ontwierp. 

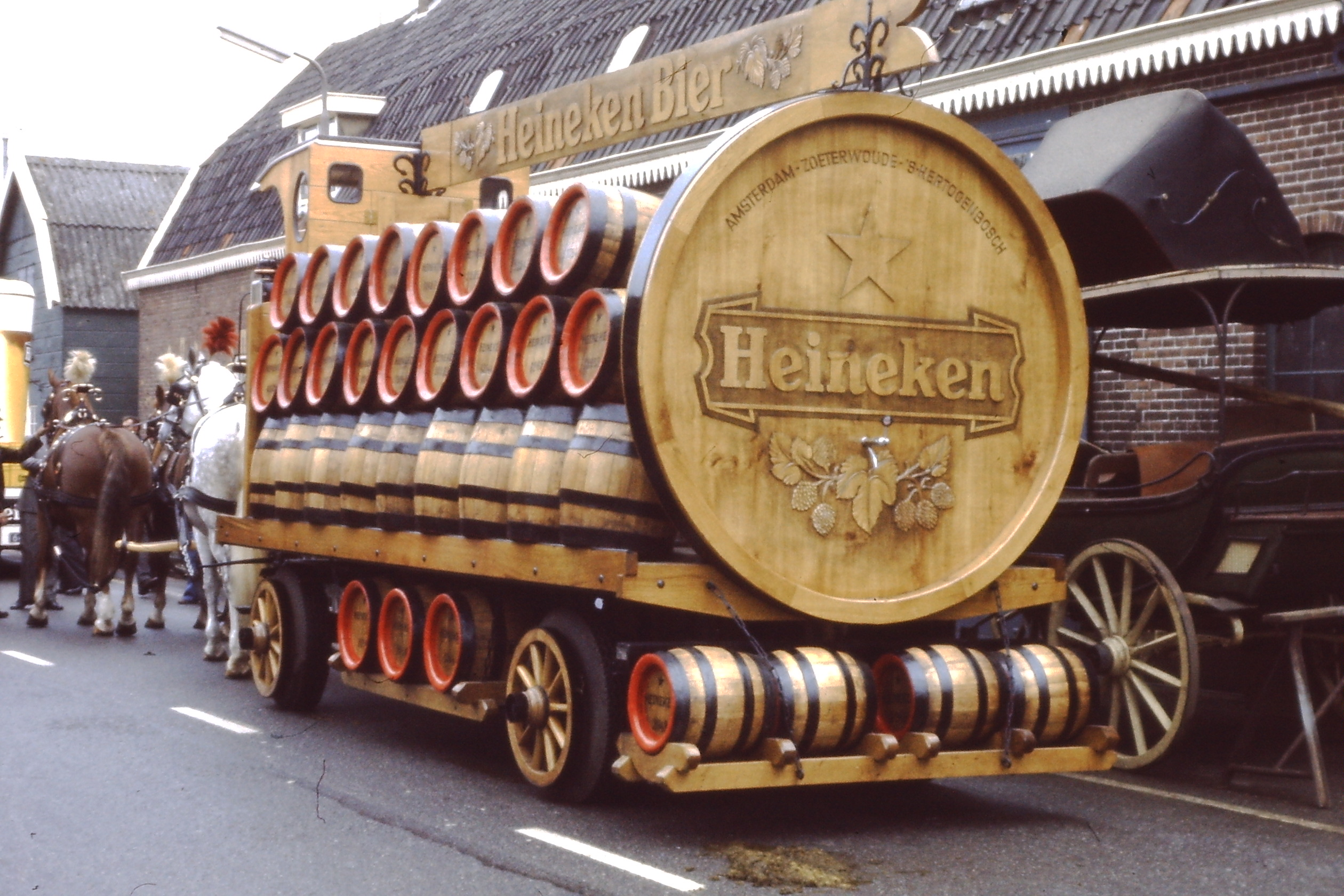
Heineken bierwagen, 1977

## Larense tekenclub ‘Hamdorff’
In zijn privéleven was Ger Dorant actief in de kunstwereld. In 1950 richtte hij samen met drie vrienden, de beeldend kunstenaars Kees Schrikker, Albert Zwartjes en Jan den Hengst, de Larense tekenclub ‘Hamdorff’ op. Als lid van het bestuur vervulde hij gedurende vele jaren allerlei functies. In 1957 nam hij de leiding van de afdeling ‘modeltekenen’ van Albert Zwartjes over. Samen met een aantal mensen van het eerste uur richtte hij in 1954 de Stichting ‘Gooise Academie voor Beeldende Kunsten’ op, waaraan hij tot in de jaren ’60 als bestuurslid verbonden bleef. In 1961 hield hij samen met Dick Breddels, Is Naarden en Eelco Leegstra onder de naam 'Groep '61' een tentoonstelling in Casino ´Hamdorff`. Voor de tentoonstelling in 1962 sloten zich een aantal kunstenaars bij de groep aan, onder wie Karel en Henny Arkema, beiden lid van de Groninger Kunstkring de Ploeg, en de beeldhouwer Joop Holsbergen. In 1961 exposeerde hij solo in de Euromast in Rotterdam.

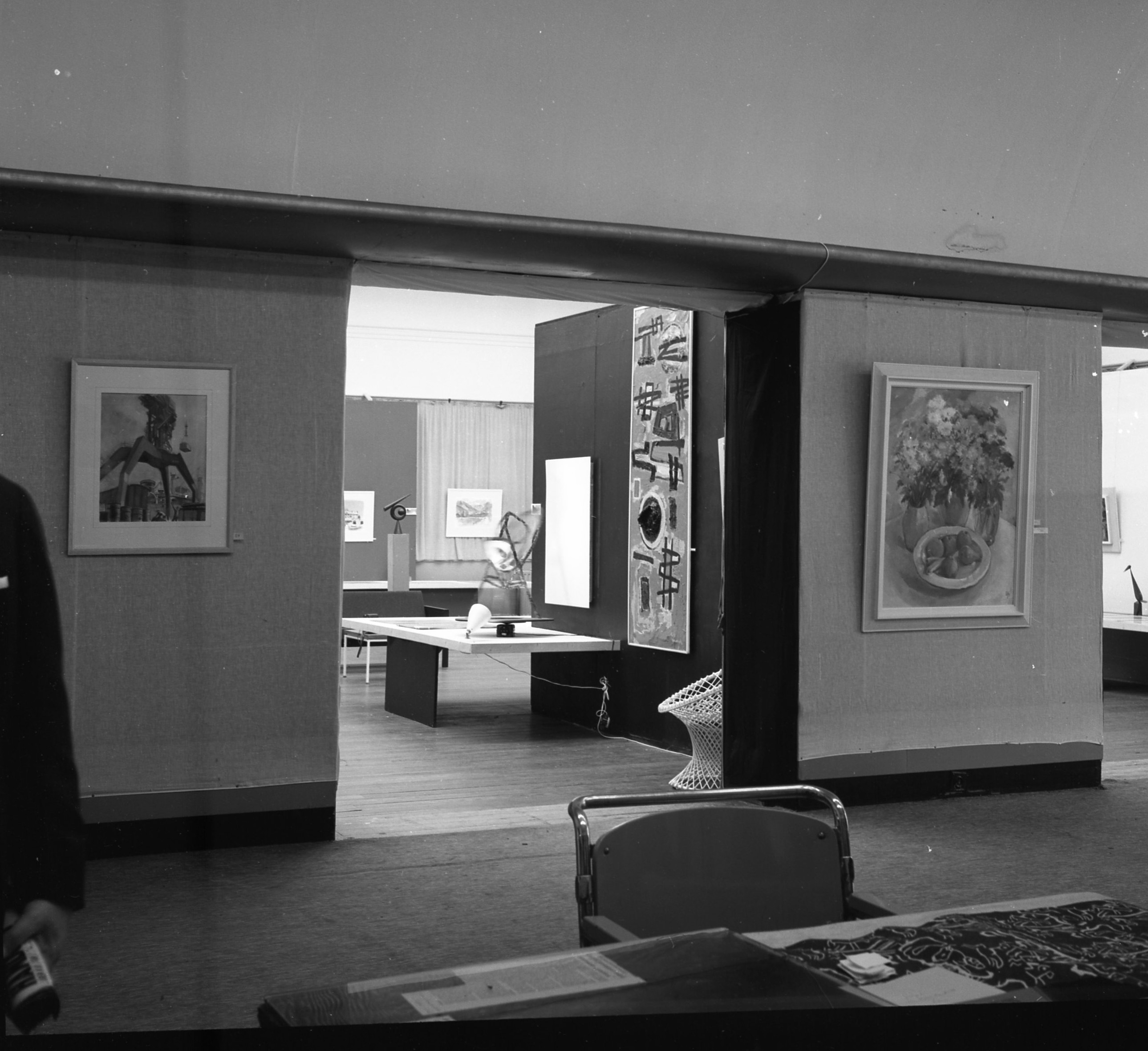
Tentoonstelling Casino 'Hamdorff', 1961

- Biografisch Portaal: 89352012
- Digitale Bibliotheek voor de Nederlandse Letteren: dora001
- International Standard Name Identifier: 0000 0003 9583 0009
- Nederlandse Thesaurus van Auteursnamen: 074768778
- RKD-Nederlands Instituut voor Kunstgeschiedenis: 471714
- Union List of Artist Names: 500715683
- Virtual International Authority File: 290595467
- WorldCat: E39PBJfRGq4v4DtDdtWBvmwQv3